# Izaak (egzarcha)
Izaak Armeńczyk – egzarcha Rawenny w latach 625–643.
Izaak w imieniu cesarza bizantyńskiego zatwierdził wybór papieża Seweryna. Nie mógł wydać zgody dopóki papież elekt nie uzna Ekthesis głoszącej, że Chrystus miał jedną wolę. Wysłannicy papieża elekta Seweryna po długotrwałych negocjacjach i zapewnieniach cesarza Herakliusza, że uczynią wszystko aby papież uznał Ekthesis, powrócili do Rzymu z Konstantynopola ze zgodą na konsekrację Seweryna.